# Methaansulfonylchloride
Methaansulfonylchloride (ook mesylchloride genoemd) is het zuurchloride van methaansulfonzuur. Het is een lichtgele vloeistof met een stekende geur.

## Synthese
De stof kan bereid worden door methaansulfonzuur te behandelen met thionylchloride:
{\displaystyle {\ce {CH3SO3H + SOCl2 -> CH3SO2Cl + SO2 + HCl}}}
Een andere bereidingswijze is de oxidatie van methylmercaptaan met chloorgas in aanwezigheid van water:
{\displaystyle {\ce {CH3SH + 3 Cl2 + 2 H2O -> CH3SO2Cl + 5 HCl}}}
De stof kan ook rechtstreeks uit een gasmengsel van methaan (of aardgas), zwaveldioxide en chloor bereid worden onder bestraling met licht met een golflengte tussen 200 en 600 nanometer:
{\displaystyle {\ce {CH4 + SO2 + Cl2 -> CH3SO2Cl + HCl}}}

## Toepassingen
Methaansulfonylchloride is een reactieve stof die bij vele organische reacties wordt ingezet als reagens. Een belangrijke toepassing is om de hydroxylgroep van alcoholen te vervangen door de mesylgroep. Dit is een goede leaving group in nucleofiele substitutiereacties, in tegenstelling tot de hydroxylgroep die in een nucleofiele substitutiereactie niet of moeilijk kan vervangen worden.
Het is een chemisch intermediaire stof in de fotografische, kleurstoffen-, landbouwchemicaliën- en farmaceutische nijverheid. Het wordt ook gebruikt als chloreringsmiddel en voor het stabiliseren van vloeibaar zwaveltrioxide.

## Toxicologie en veiligheid
Methaansulfonylchloride is een zeer toxische stof. Ze werkt corrosief op de ogen, huid en ademhalingsorganen. Inademing van damp of nevel van de stof kan ademnood en longoedeem veroorzaken. Ernstige blootstelling aan de stof kan dodelijk zijn.
Ze reageert hevig met ammonia, basen en vele andere stoffen, met kans op brand en explosie. Ze is niet oplosbaar in water, maar reageert ermee waarbij giftige en corrosieve dampen waaronder waterstofchloride ontstaan.